# Adżdżur
Adżdżur (arab. عجّور) – nieistniejąca już arabska wieś, która była położona w Dystrykcie Hebronu w Mandacie Palestyny. Wieś została wyludniona i zniszczona podczas I wojny izraelsko-arabskiej, po ataku Sił Obronnych Izraela w dniu 23 października 1948.

## Położenie
Adżdżur leżała na przedgórzu Judei. Według danych z 1945 do wsi należały ziemie o powierzchni 58 074 ha. We wsi mieszkało wówczas 3 7300 osób.
| własność gruntów | powierzchnia gruntów (hektary) |
| ---------------- | ------------------------------ |
| Arabowie         | 44 771                         |
| Żydzi            | 0                              |
| publiczne        | 13 303                         |
| Razem            | 58 074                         |

| Rodzaj użytkowanych gruntów | Arabowie (hektary) | Żydzi (hektary) |
| --------------------------- | ------------------ | --------------- |
| drzewa oliwkowe             | 3 070              | 0               |
| obszary nawadniane          | 2 428              | 0               |
| uprawy zbóż                 | 25 227             | 0               |
| nieużytki                   | 30 248             | 0               |
| zabudowane                  | 171                | 0               |

## Historia
Prawdopodobnie w pobliżu wioski doszło w 634 do bitwy pod Ajnadayn, stoczonej pomiędzy kalifatem a Cesarstwem Bizantyńskim. W jej wyniku Palestyna znalazła się pod panowaniem Arabów.
W 1596 Adżdżur była średniej wielkości wsią o populacji liczącej 193 osoby. Mieszkańcy utrzymywali się z upraw pszenicy, jęczmienia, sezamu, winnic i owoców, oraz hodowli kóz i produkcji miodu.
W okresie panowania Brytyjczyków Adżdżur rozwijała się jako duża wieś. We wsi istniały dwie szkoły. Pierwsza była nazywana Abu al-Hasan. Natomiast drugą wybudowano w 1934.
Podczas I wojny izraelsko-arabskiej, w końcowej fazie operacji Jo’aw, w dniu 23 października 1948 Siły Obronne Izraela zajęły wieś Adżdżur. Mieszkańcy uciekli już w lipcu, a we wsi przebywali jedynie arabscy ochotnicy. Po zdobyciu wioski, wyburzono prawie wszystkie domy

## Miejsce obecnie
Rejon wioski pozostaje opuszczony, a ziemie uprawne zajęły moszaw Agur i wieś Srigim.
Palestyński historyk Walid Chalidi, tak opisał pozostałości wioski Adżdżur: „Pozostały tylko trzy domy, dwa są opuszczone, a jeden przekształcono w magazyn. Jeden z opuszczonych domów jest dwupiętrową budowlą kamienną, która ma duży ganek od frontu”.